# کیشلانگ
کیشلانگ (به مجاری:  Kisláng) یک شهرداری در مجارستان است. کیشلانگ ۵۳٫۰۶ کیلومتر مربع مساحت و ۲٬۶۱۵ نفر جمعیت دارد.